# Sachal Sarmast

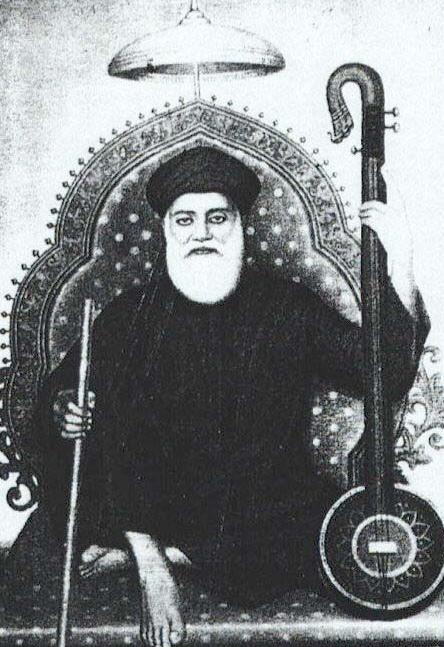
Sachal Sarmast

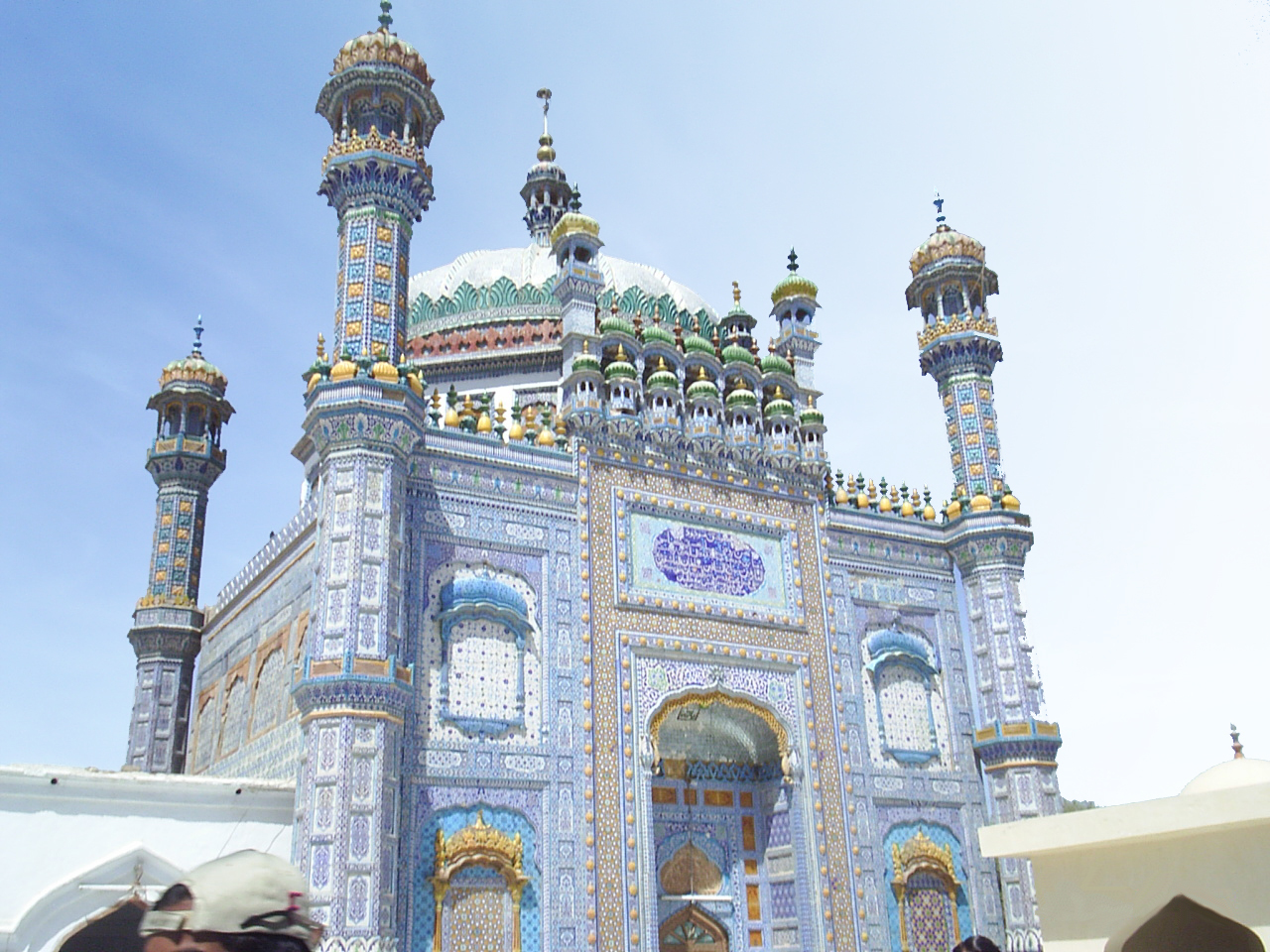
Schrein von Sachal Sarmast

Sachal Sarmast (* 1739 in Daraza, Pakistan; † 1829), auch Saccal Sarmast, Abdul Wahab Salahuddin Faruqi, Sacal Sarmastu, Sachal, Sacal Sarmastu oder Ashkar ist ein klassischer indischer Dichter und Philosoph Sindhs.

## Leben
Sachal Sarmast wurde 1739 als Abdul Wahab Farouqi in Daraza geboren. Er hatte auch viele andere Namen wie beispielsweise Sachal. Er schrieb Gedichte in 7 Sprachen, meistens in Sindhi. Er verwendete dieses Pseudonym in seinen Dichtungen. Sachu bedeutet wahr. Sachal Sarmast bedeutet wörtlich wahrer Mystiker.
Sarmasts Vater starb, als er ein Kind war. Er wurde später von seinem Onkel Pir Khawaja Abdul Haq I großgezogen, der auch sein geistlicher Meister wurde. Er heiratete seine Cousine, die jedoch zwei Jahre später starb. Er heiratete nicht noch einmal. Es wird gesagt, dass er nie Daraza links, der Zustand von damals.
Sachal poetische Werke wurden von lokalen Sängern in Sindhi und Saraiki gesungen; sein Schrein ist im Dorf Daraza, in der Nähe von Ranipur, Khairpur District, Sindh, Pakistan.